# FMさつませんだい
FMさつませんだい（エフエムさつませんだい）は、鹿児島県薩摩川内市および薩摩郡さつま町の各一部地域を放送対象地域として超短波放送（FM放送）を行う特定地上基幹放送事業者である株式会社薩摩川内市観光物産協会が保有する特定地上基幹放送局の呼出名称である。
薩摩川内市観光物産協会はFMさつませんだいを愛称としてコミュニティ放送を行っている。

## 概要
2013年（平成25年）に開局した県内で10局目のコミュニティ放送局である。
薩摩川内市へのコミュニティ放送局設立構想は、初代局長の上栫祐典が帰郷した2005年（平成17年）にさかのぼる。この時点でFMきらら（山口県宇部市）を視察するなど情報収集を続けたものの、資金面の問題から設立を断念した。
2008年（平成20年）に第三セクターとして株式会社まちづくり薩摩川内が設立され、上栫も自身の会社と兼務するかたちで入社する。2011年（平成23年）に上栫がコミュニティ放送局の設置を提案し、これが認められた。資金面でも目途が立ったことで開局は現実のものとなり、放送免許の取得にはFMきららが協力した。
こうしてまちづくり薩摩川内が免許人となり開局した。
いわゆるきらら方式による全番組自社制作の生放送をしていた。きらら方式には常に最新の情報が伝えられるとともに、収録・編集などに掛かる人件費を削減出来る利点があった。
2015年（平成27年）にまちづくり薩摩川内は薩摩川内市観光物産協会と合併、免許人の地位は薩摩川内市観光物産協会が承継した。
薩摩川内市、川内商工会議所、薩摩川内市商工会、KDDIがマスメディア集中排除原則にいう支配関係にある。
演奏所（スタジオ）は鳥追町のJR川内駅2階、以前九州電力の施設があったスペースにある。
送信所は中村町（薩摩川内市街地東部）の寺山山頂にあり、特定地上基幹放送局の呼出符号はJOZZ0CB-FM、周波数87.1MHz、空中線電力20W、放送区域は薩摩川内市、さつま町の各一部地域。
- 放送エリアを薩摩川内市周辺[8]と称し、甑島列島、祁答院町の一部を除く薩摩川内市全域に加え、周辺のいちき串木野市、阿久根市、さつま町の各一部地域でも聴取可能[9][10]。

インターネット配信はFM++による。
薩摩川内市とは災害時等の放送要請に関する協定を締結している。

## 沿革
- 2008年（平成20年）4月30日 - 株式会社まちづくり薩摩川内設立[8]
- 2013年（平成25年）
  - 1月17日 - 特定地上基幹放送局の予備免許取得[7]
  - 2月28日 - 特定地上基幹放送局の免許取得[11]
  - 3月2日 - 開局[11]。薩摩川内市と「災害時における放送要請に関する協定」を締結[12]
  - 4月1日 - 株式会社薩摩川内市観光物産協会設立[13]
- 2015年（平成27年）10月1日 - 薩摩川内市観光物産協会がまちづくり薩摩川内を合併し、免許人の地位を承継
- 2017年（平成29年）
  - 6月1日 - ミュージックバードのコミュニティ放送向け番組の配信開始
  - 12月1日 - 24時間放送を開始（それまで月曜日の3:00 - 5:00は休止していた）
  - 12月14日 - FM++によるインターネット配信開始[14]
  - 12月15日 - 日本コミュニティ放送協会に加盟[15]

## 主な番組

### 自社制作番組
平日
- 薩摩川内市からのお知らせ（月 7:55 - 8:00・月 - 日 17:55 - 18:00）
- FMさつませんだい 読売ラジオニュース（月 - 土 12:55 - 13:00）
- OHAYO!さつませんだい（月　- 金 7:30 - 9:30・土 - 日 7:30 - 9:00）
- さつませんだいNOW（月 - 金　11:00- 12:00）
- はぴらん!（月 - 金　12:00 - 12:55）
- HOT せんだいパラダイス（月 - 金 17:00 - 17:55）
- GOGOSEN（物語の玉手箱）（月曜 13:00 - 13:55）
- うたのまんなか（月曜 18:00 - 18:55）
- おかげさまDAYS（火曜 10:00 - 10:30）
- CHICEチャンネル（第1・3火曜 18:00 - 18:30）
- スポーツを語ろう!（第2・4火曜 18:00 - 18:30）
- ていねいに機嫌よく（第1週・水曜 15:00 - 16:00）
- 花Cafeづんの出張ラジオ（第2・3・4・5週・水曜 15:00 - 16:00）
- ぴくとらじお（水曜 18:00 - 19:00）
- 小島綾果のタイムトラベル（水曜 19:00 - 20:00）
- あおまる暮らしの情報（木曜 10:00 - 10:30）
- 企業のチカラ メイドイン薩摩川内（木曜 18:00 - 18:30）
- げそ太郎の一期一笑（金曜 18:00 - 19:00）
- フリートーク（金曜 18:00 - 18:55）

土曜日
- ジミー入枝のですです～ ON MY MiND（9:00 - 10:00） - 全国のコミュニティ放送局では、ミュージックバードを通じ毎週水曜 26:00 - 27:00に先行配信されている。2021年9月29日までは毎週土曜日に放送していた。） ／ [P]ジミー入枝
- だけどんのDON DON サタデー（12:00 - 12:55）／ [P]竹原 勇輝

日曜日
- チューバッカ・ピロラメの化学反応（10:00 - 10:55）

### 他局制作
平日
- FM762 空・とぶ・TAMAGO～情報宅配便～ 鹿児島シティエフエム（月 - 木曜 13:00 - 13:30）

## 関連番組ページ
- 「ジミー入枝のですです～ON MY MIND」の各コミュニティFM局の番組紹介ページ
  - ジミー入枝のですです～ON MY MIND MUSIC BIRD-全国のコミュニティFM向け番組配信サービス - (MUSIC BIRD)
  - 詳細｜タイムテーブル｜地域のために for the community NOAS FM - （NOAS FM）
  - ジミー入枝のですです～ON MY MIND RADIO AGATT - エフエムしばた - （RADIO AGATT）
  - ジミー入枝のですです～ON MY MIND FMふっかちゃん 88.5MHz［埼玉県深谷市のラジオ局］ - （FMふっかちゃん）
  - FMひたち 82.2MHz FM Hitachi - （FMひたち）
  - エフエムNCV 83.4MHz おきたまGO » ジミー入枝のですです～ ON MY MIND - （エフエムNCV おきたまGO!）
  - ジミー入枝のですです～ON MY MIND 出演：鹿児島県薩摩川内市 エフエムさつませんだい - （ほほえみ）